# Єманзельга
Єманзельга́ (рос. Еманзельга) — присілок у складі Ачитського міського округу Свердловської області.
Населення — 111 осіб (2010, 139 у 2002).
Національний склад станом на 2002 рік: татари — 94 %.